# Хасав-Чан-К'авііль I
Хасав-Чан-К'авііль I (JA-SA-W CHAN-na-K'AWI: L-l, бл.655 —734) — цар Мутуля у 682—734 роках, відмовив потугу держави. Ім'я перекладається як «Кавііль, що розчищає небо». Відомий також під ім'ям «Небесний дощ».

## Життєпис

### Молоді роки
Походив з династії теотіуакана. Був сином ахава Нуун-Ухоль-Чаака та Іш-Цам. Народився близько 655 року. У 679 році втратив батька, який загинув у битві проти військ Південного Мутульського царства.

### Боротьба з Канулєм
У 682 році зумів повернути батьківський трон, змусивши відступити дядька — Баахлах-Чан-К'авііля — до Дос-Піласа. Інтронизація відбулася 9.12.9.17.16, 5 Кіб 14 Соц’ (6 травня 682 року). Про перші 10 років його володарювання нічого невідомо, втім в день закінчення двадцятиріччя 9.13.0.0.0, 8 Ахав 8 Во (18 березня 692 року) він встановив свої перші ювілейні монументи (стелу 30 і перед нею вівтар 14), чим поклав край «періоду паузи» в Йашмутулі.
Після цього став готуватися до війни з Канульським царством, щоб відновити колишні вплив Мутульської держави. Але спочатку вимушений був протистояти союзнику Кануля — Саальському царству. Мутуль у 693 році зазнав низки нападів, а 9.13.2.16.10, 5 Ок 8 Кумк'у (1 лютого 695 року) мутульська армія на чолі із Сіхйах-К'авіілєм зазнало поразки у битві при К'ант'улі, де військовий очільник Мутульського царства потрапив у полон.

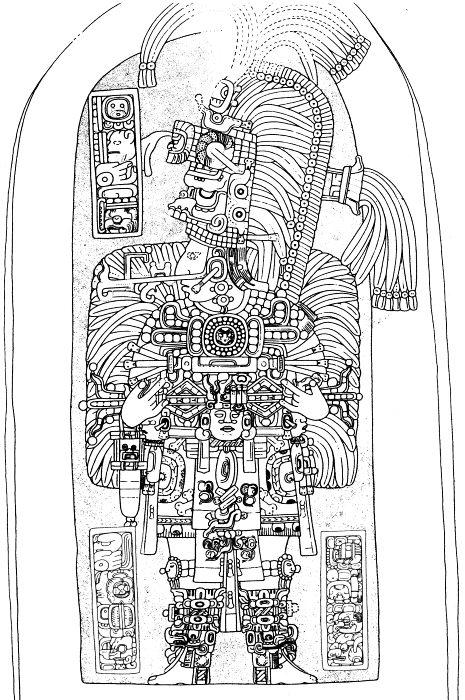
Зображення Хасав-Чан-К'авііля І

Проте 9.13.3.7.18, 11 Ецнаб 11 Ч'єн (8 серпня 695 року) відбулася вирішальна битва, в якій Хасав-Чан-К'авііль І завдав рішучої поразки Йукноом-Йіч'аахк-К'ахк'у, царю Кануля. Мутульці навіть захопили йахавмаан — священний паланкін одного з богів-покровителів династії канульських володарів. Хасав-Чан-К'авііль І влаштував в Йашмутулі з цієї нагоди пишні урочистості. Незабаром, в день 9.13.3.9.18, 12 Етц'наб 11 Сак (17 вересня 695 року) відбулася ще більш урочиста церемонія: Хасав-Чан-К'авііль І зробив кровопускання і обряд «заклинання бога» перед статуєю Нуун-Бахлуй-Чаакналя. Дату для цього дійства обрали не випадково — за Довгим рахунком минуло рівно 13-те 20-річчя зі смерті родоначальника 2-ї Тікальської династії — Хац'о'м-Куйа. За допомогою цих дійств ахав вселяв своїм підданим думку про те, що він покликаний відродити колишню славу царства.
Разом з тим йому довелося протистояти союзникам і васалам переможеного Кануля. У 701 році він встановив зверхність над царством Ік'. Крім того, мутульський ахав надавав усіляку підтримку царству Яша', зокрема мутульська царівна була видана заміж за сина і спадкоємця місцевого правителя. Царство Маасаль також перейшло на бік Хасав-Чан-К'авііля І. Після цього останній приймає титул калоомте (на кшталт імператора).
У 702 році завдав суттєвої поразки царству К'анту, погромивши його столицю Хуш-Віцу. Втім спроби розширити сферу впливу на Саальське та Південне Мутульське царства закінчилися невдачею. У день 9.13.13.8.2, 1 Ік '5 Йашк'ін (21 червня 705 року) Хасав-Чан-К'авііль І зазнав поразки у війні з Дос-Пілас, його полководець потрапив у полон.

### Будівельна діяльність
До початку 720-х років політична ситуація в Пекіні на якийсь час стабілізувалася. На зміну переважанню одного центру приходить баланс сил між кількома найбільшими царствами. Це заспокоєння дозволило Хасав-Чан-К'авіілю І зосередитися на будівельній діяльності.
Закінчення двадцятиріччя 9.14.0.0.0, 8 Ахав 13 Муван (5 грудня 711 року) було відзначено встановленням стели 16, де зображено самого царя у пишному вбрані і з титулом калоомте.
Водночас споруджує власну гробницю на східній стороні Головної площі, так званий «Храм I», що є величною 9-ступеневою пірамідою 47 м заввишки з храмом на верхівці. Внутрішнє святилище цього храму, який став одним із символів Тікаля, прикрасили чудовими дерев'яними одвірками з тонким різьбленням. Навпроти «Храму I» був побудований дуже схожий на нього «Храм II» 38 м заввишки з 4-ступеневою пірамідою.
Хасав-Чан-К'авііль І побудував також майданчик для гри в м'яч і пов'язаний з нею храм, виконаний в теотіуаканському стилі.
Помер у 734 році, його поховано у «Храмі I» — в гробниці відомій як «Поховання 116».

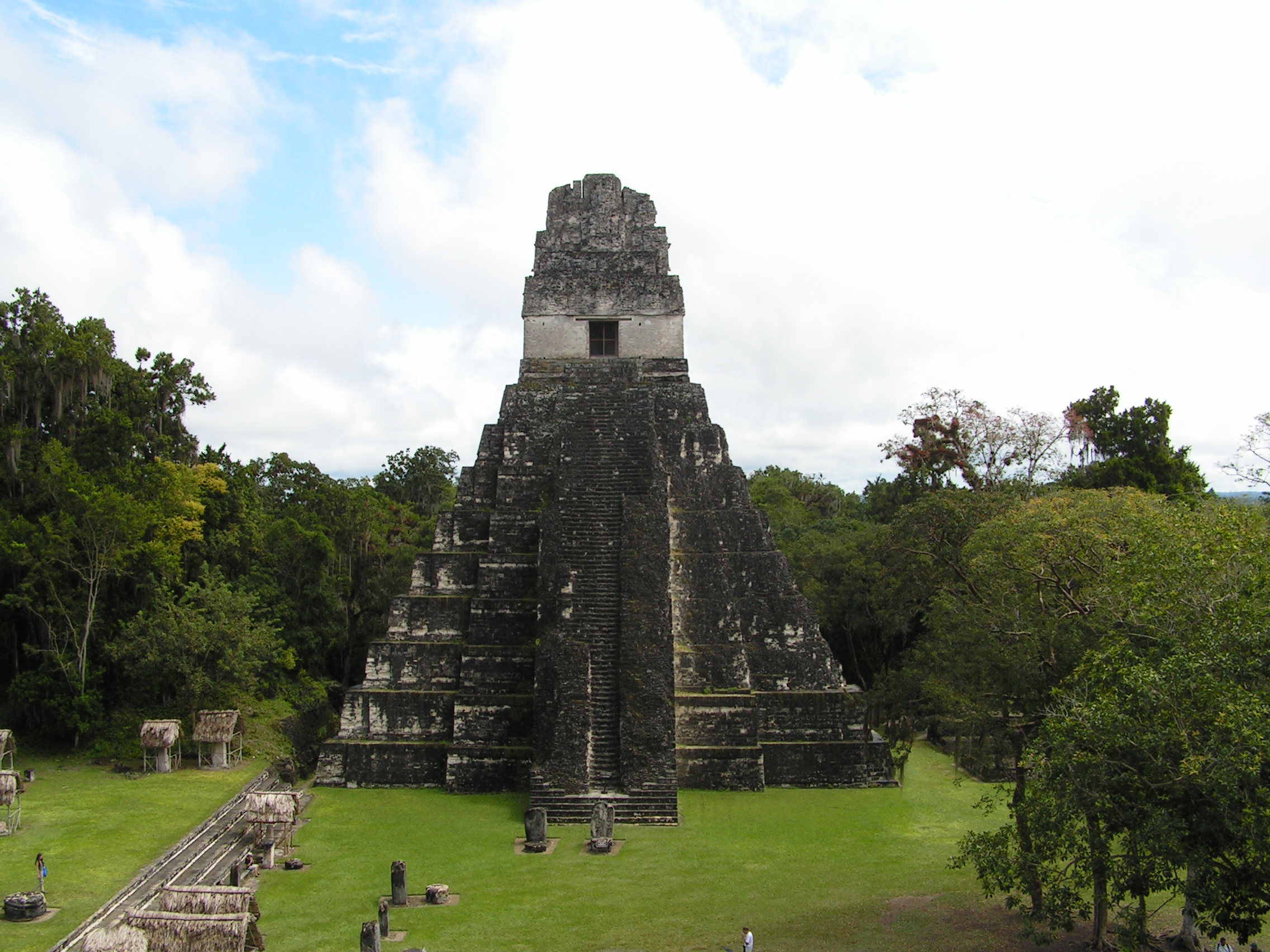
Храм I
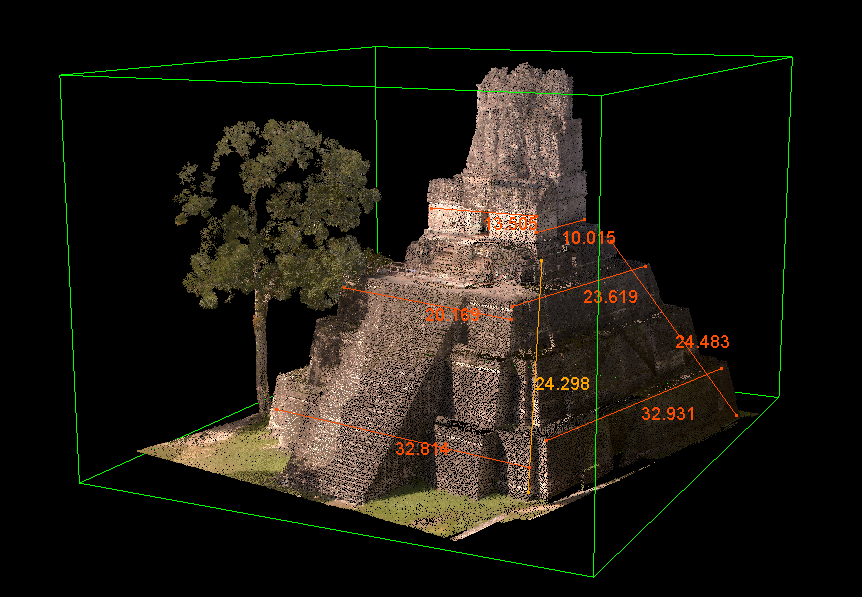
Храм Тікаль II
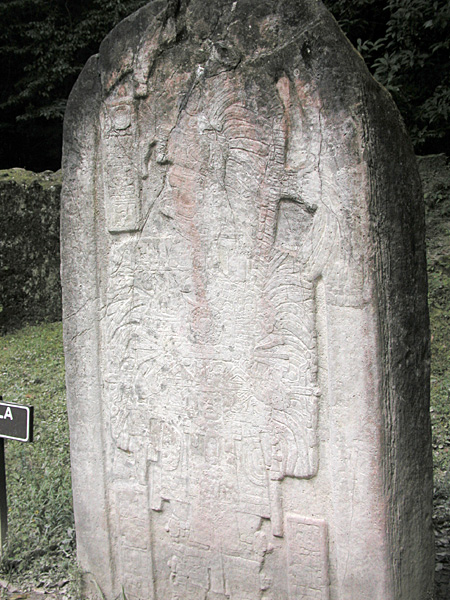
Стела 16
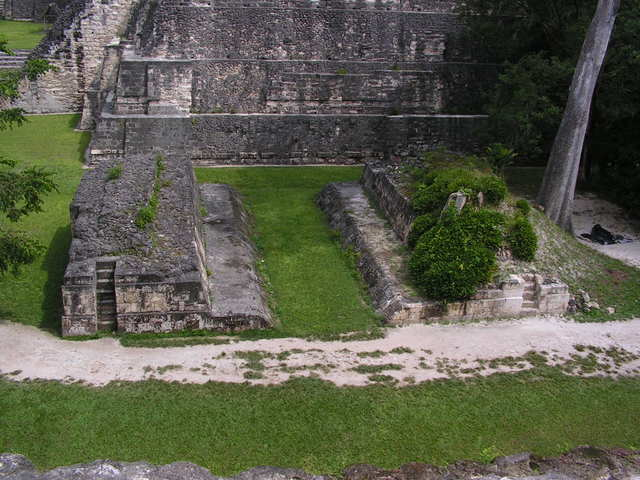
Майданчик для гри у м'яч

## Родина
Головна дружина — Іш-Ве'льналь-Йокман-Лахча’-Унен-Мо’.
Діти:
- Їхк'ін-Чан-К'авііль (н-), ахав з 734 до бл. 752 року